# Laricifomes officinalis
Laricifomes officinalis là một loài nấm thuộc họ Fomitopsidaceae. Chúng được tìm thấy ở các khu rừng cũ, chỉ mọc trên cây Douglas Fir hoặc cây Larch. Hiện tại chúng chỉ được tìm thấy ở bang Washington. Người ta cho rằng người Hy Lạp đã sử dụng loài nấm này làm thuốc chữa bệnh nhưng không có bằng chứng văn bản về việc sử dụng này.

## Hình ảnh

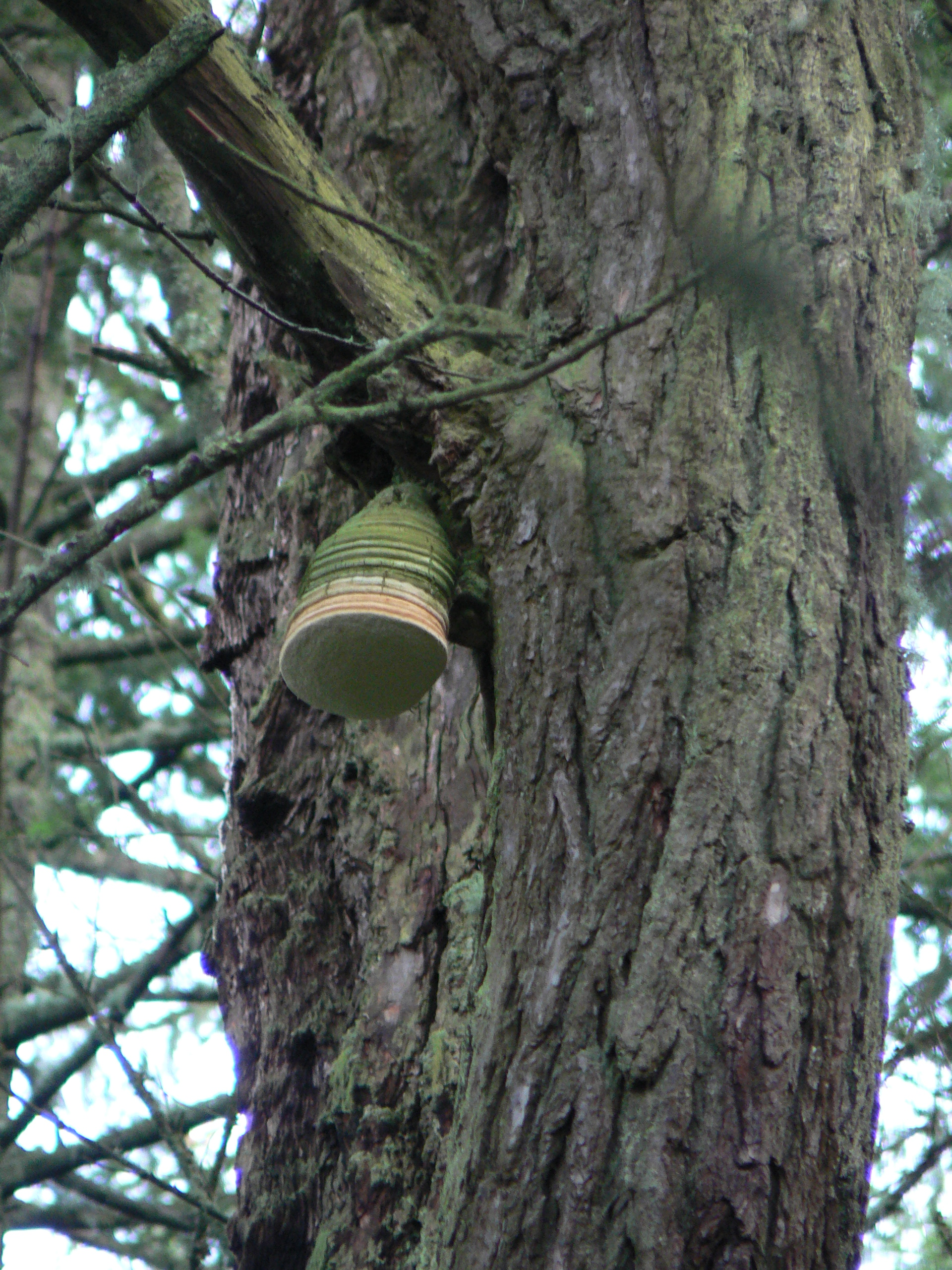
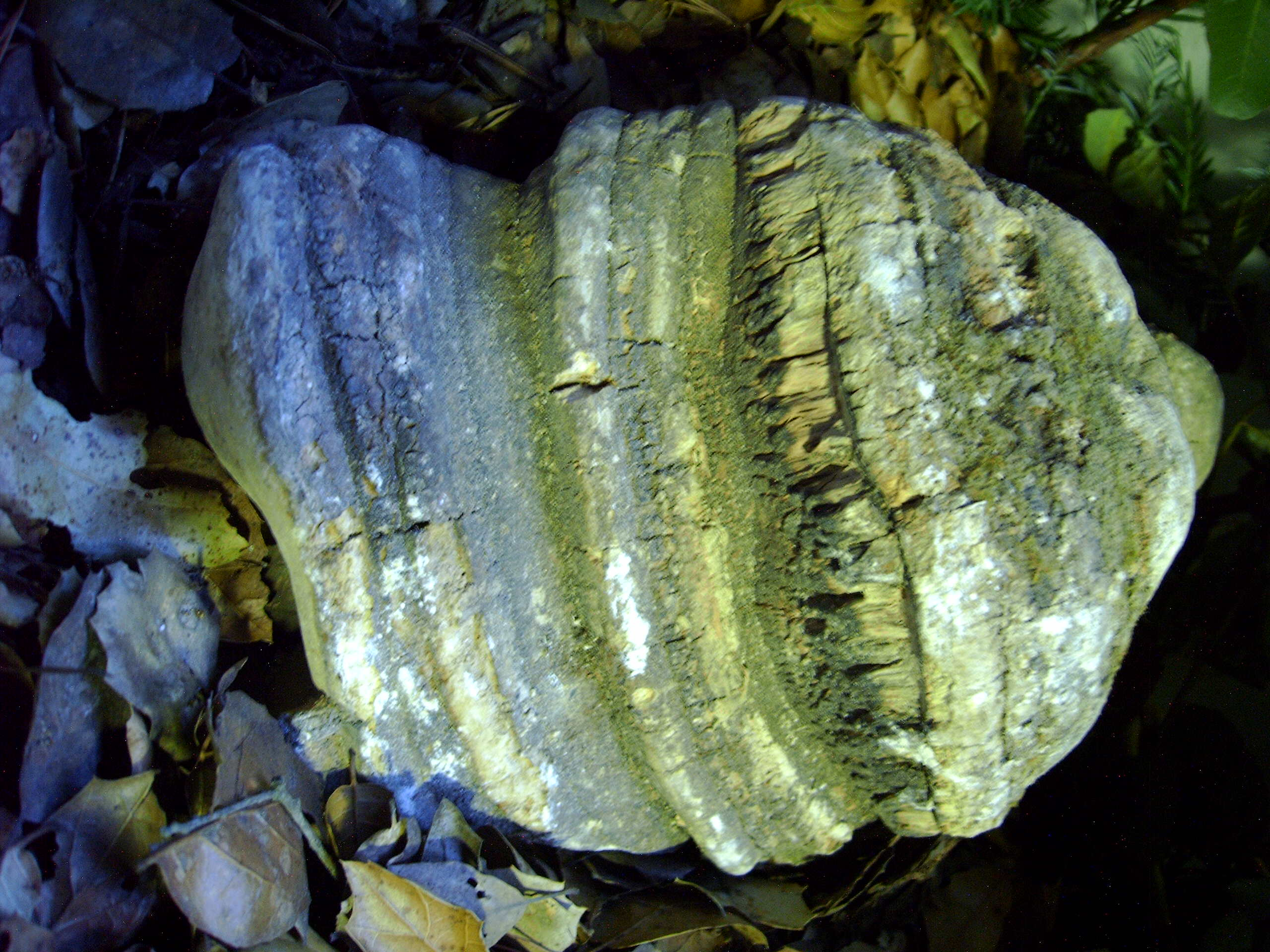
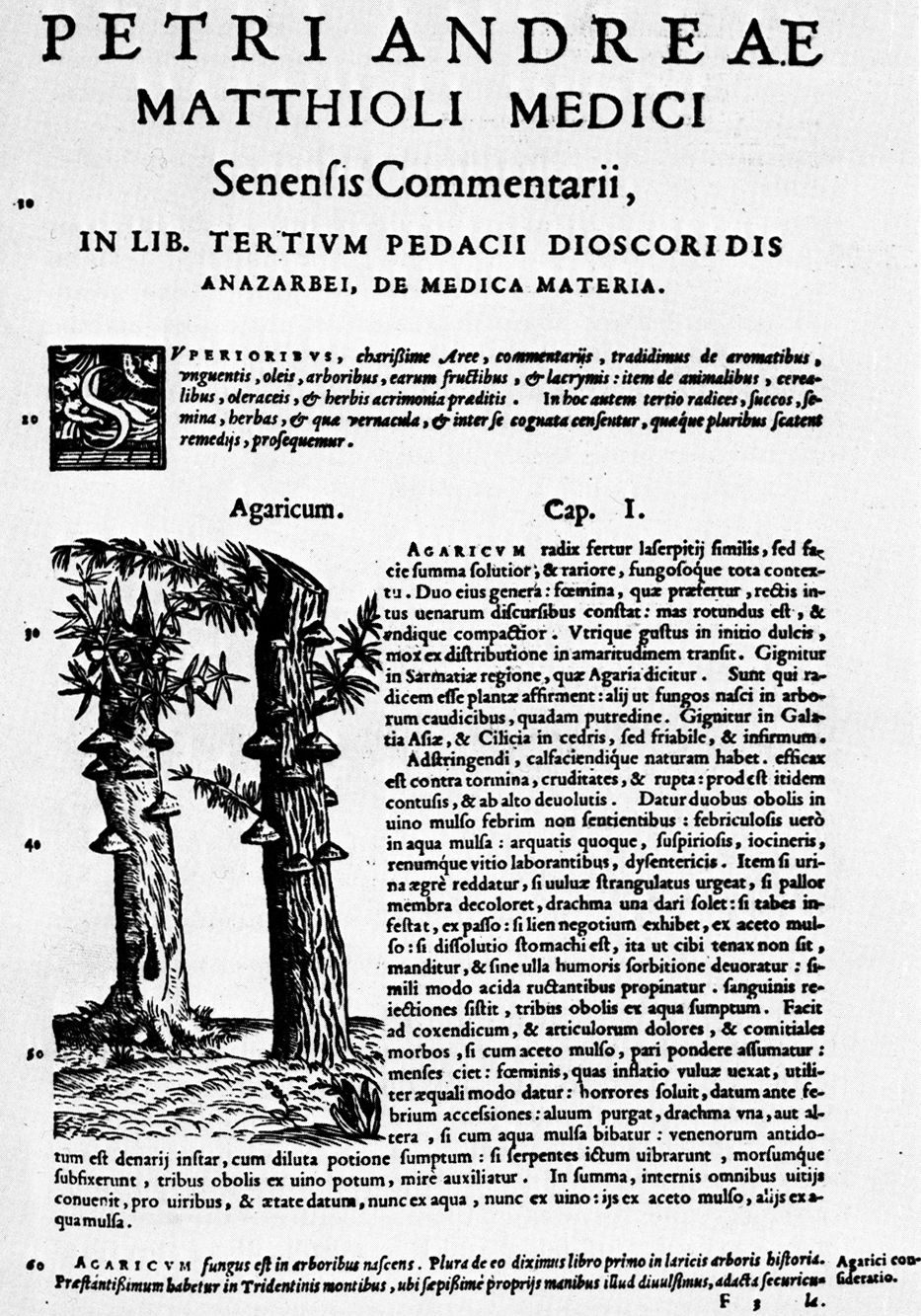